# Gaura spinoasă
Gaura spinoasă (Foramen spinosum) este un orificiu la baza craniului ce străbătute baza aripilor mari ale sfenoidului lângă unghiul său posterior, posterior de gaura ovală. Prin gaura spinoasă trec artera meningiană mijlocie, vena meningiană mijlocie și nervul spinos.